# Jorge Gay
Jorge Gay Molins es un pintor español, nacido en Zaragoza, Aragón, el 26 de agosto de 1950.

## Biografía
Formado como pintor en la Escuela de Bellas Artes Sant Jordi de Barcelona, entre los años 1968 y 1973. Licenciado en Bellas Artes por la Facultad de Bellas Artes de San Fernando, de la Universidad  Complutense de Madrid, realiza la especialidad en pintura mural en la cátedra de Don Manuel López Villaseñor.
Tras obtener diversos premios y becas recibe un pensionado del Ministerio de Asuntos Exteriores que le permite entre 1977 y 1979 estudiar en la Real Academia de Bellas Artes de Roma. Su estancia en Italia (Roma y Venecia) influirá de manera profunda en su obra. También es destacable su estancia en París, donde vive desde el año 1992 a 1995. París le procura nuevos conceptos artísticos y es donde comienza a reunir lo disperso y lo fragmentado y guardar memoria de la vida mediante la vida de la pintura.

## Obra
Con un destacable dominio del dibujo su obra nunca abandona la realidad circundante, de manera que su primera línea con entidad la plantea desde un matizado surrealismo con dosis expresionista. Surrealismo, o realismo repleto de fantasía, en el que predomina la fusión del paisaje con elementos arquitectónicos que parten de lo verosímil pero sacados de su contexto, de ahí el impacto visual, absorbente, enigmático. Su trabajo aprovecha las lecciones mejores y menos superficiales del cubismo. Su dominio en la construcción del espacio pictórico queda apuntalado por una composición inteligente y eficaz y un diestro dominio de la luz, que dotan a su obra de una innegable fuerza narrativa. Una voluntad simbólica atemporal que sabe desplegar los medios técnicos más eficaces a partir de las lecciones de la vanguardia. Un equilibrio calmo y sin estridencias entre la excelencia formal y el contenido poético.
El trabajo de Jorge Gay se centra fundamentalmente en obras murales de gran formato para diferentes espacios públicos, entre otros: 
- Teatro Principal de Zaragoza.[5] Ver imagen en Commons
- Techos de la sala de Protocolo del Auditorio de Zaragoza.
- Escalera de Presidencia del Gobierno de Aragón.

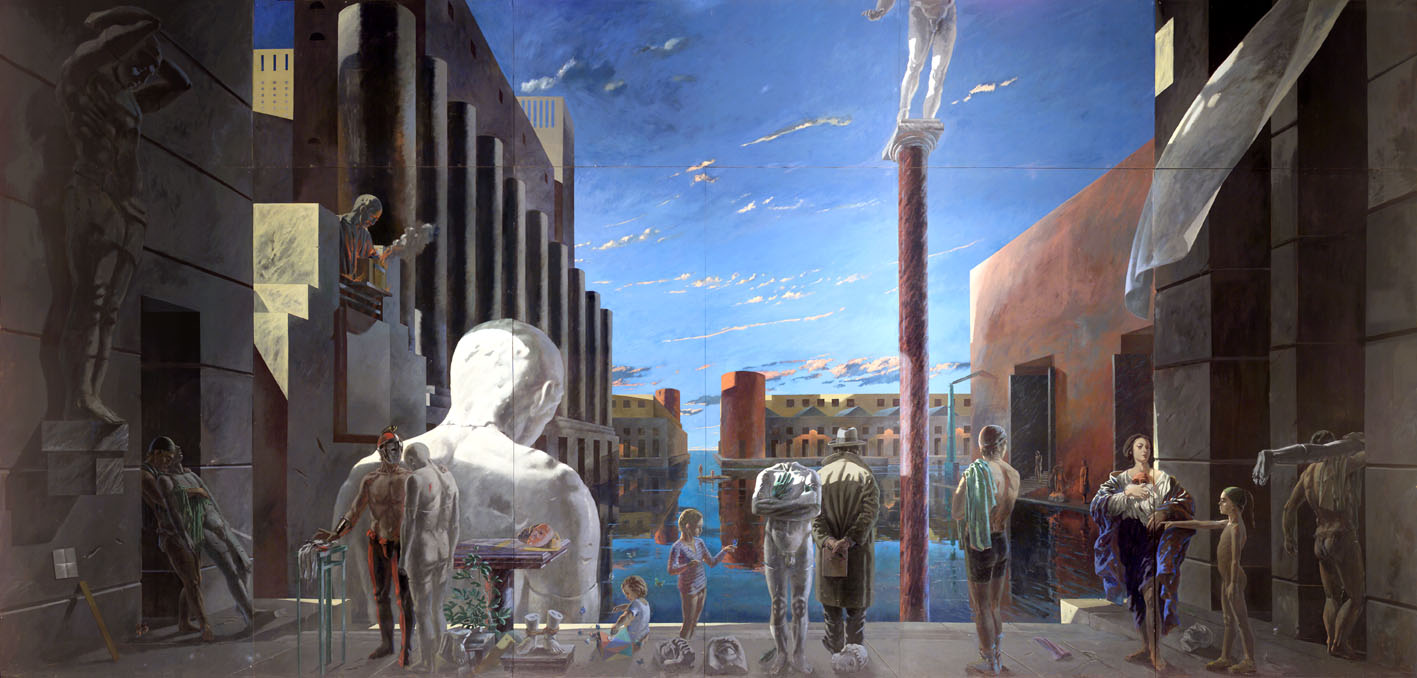
"Pintura para una arquitectura ó la inquietante e innecesaria mano" Teatro Principal Zaragoza- Jorge Gay

De entre los últimos años pueden reseñarse:
- 2005 "El amor nuevo". Mural. Fundación Amantes de Teruel. Ver imagen en Commons
- 2008 "Los Alegres resquicios del sol". Fundación Virgen del Pueyo. Villamayor (Zaragoza).Ver imagen en Commons
- 2009 “El lugar de los sueños” Centro Aragonés de Barcelona[6] Ver imagen en Commons
- 2010 Iglesia Nuestra Señora de Nazaret de Zaragoza[7] Parroquia de Nazaret

Este trabajo lo alterna su vez con  exposiciones individuales y colectivas en distintas ciudades españolas y europeas. Podría definirse su trayectoria como pluridisciplinar, destacando ediciones serigráficas, diseños para carteles, portadas libros (Ver imagen en Commons) y discos y en los últimos años, la realización de escenografías para la Compañía de Miguel Ángel Berna en 2007 y a partir de 2008 para la LaMov Compañía de danza contemporánea, dirigida por Víctor Jiménez.
Desde 2003 acompaña sus exposiciones y diferentes trabajos con piezas audiovisuales, como por ejemplo La ciudad, el amor y los sueños, La tempestad, El Sueño de Jaraba…En 2014 aporta textos, audiovisuales y escenografía para la obra teatral La Visita, dirigida por Rafael Campos. «Una obra, la de Jorge Gay donde el libre juego de referencias culturales, unidas por el hilo de la memoria recorre un tiempo en el que pintura y mundo se encuentra» (texto extraído de la obra "Pintura y mundo" de Francisco Jarauta, en el catálogo La ciudad, el amor y los sueños).
En abril de 2022 se estrena la película documental "Los fugaces párpados" de la directora Marta Horno, con la banda sonora de Joaquín Pardinilla. La cinta recorre las diferentes etapas vitales y creativas del artista, además de los paisajes y creadores que le han influenciado. A todo ello se suman sus reflexiones sobre el propio hecho de la pintura.

## Reconocimientos
- 2007, Académico de Número en la Sección de Pintura de la Real Academia de Bellas Artes de San Luis de Zaragoza.
- 2009, Hijo Predilecto de la ciudad de Zaragoza.[14]
- 2015, Premio Artes, I edición de los Premios Artes y Letras del Heraldo de Aragón.[15]
- 2024, Premio "Ciudad de Zaragoza" al Mérito Cultural, Premio Especial por su trayectoria artística. [16]

## Becas y premios
- 1971- Beca «El Paular», Medalla de Plata de la Dirección General de Bellas Artes en la exposición de becados.
- 1972- Beca «El Paular», Medalla de Oro del Ministerio de Educación y Ciencia en la exposición de becados.
- 1973- 1º Premio y Medalla de oro de la Escuela Superior de Bellas Artes de San Fernando. Madrid.
- 1977-1979- Pensionado por el Ministerio de Asuntos Exteriores en la Real Academia de Bellas Artes de Roma.
- 1980- Beca del Centro de Investigaciones de Nuevas Formas Expresivas del Museo Español de Arte Contemporáneo
- 1996 Primer Premio al Proyecto Reina de la Paz para la ejecución de una bóveda en la Basílica de Ntra. Sra. del Pilar de Zaragoza, convocado por el diario Heraldo de Aragón en su centenario.[17]
- 2005- Junto al poeta Javier Delgado recibió el premio extraordinario de la Librería Cálamo por la edición Zaragoza Marina.[18]

## Obra en museos y colecciones
- Museo Municipal de Arte Contemporáneo. Conde Duque. Madrid
- Museo de Dibujo "Julio Gavín - Castillo de Larrés".
- Colección Ibercaja. Zaragoza.
- Colección Universidad de Zaragoza.
- Colección S.A.R. Príncipe de Asturias.
- Colección de la Casa Real. Madrid.
- Ayuntamiento de Segovia.
- Ayuntamiento de Zaragoza.
- Diputación de Zaragoza.
- Gobierno de Aragón.
- Ministerio de Asuntos Exteriores. Madrid.
- Ministerio de Cultura Madrid.
- Facultad de Bellas Artes. Universidad Complutense. Madrid.
- Facultad de Bellas Artes San Jorge. Barcelona.
- Academia Española de Bellas Artes. Roma.
- Grupo Ormazabal, Amorebieta, Vizcaya.
- Grupo Vidrala. Llodio, Álava
- La Zaragozana - Fábrica de Cervezas Ámbar. Zaragoza.

## Catálogos
- La ciudad, el amor y los sueños. Ayuntamiento de Zaragoza, 2003. http://www.zaragoza.es/contenidos/cultura/publicaciones/863.pdf — PDF
- Un verano al fresco. Exposición en la Galería Pepe Rebollo de Zaragoza en 2008.http://www.jorgegay.com/jorge/publicaciones_files/catalogo2008.pdf — PDF
- Los ojos del corazón. Exposición en la Sala BAT de Madrid en 2011. http://www.jorgegay.com/jorge/publicaciones_files/catalogo2011bat.pdf — PDF[22]
- La niebla de los siglos. Exposición en la Galería de Arte Juan Manuel Lumbreras  de Bilbao en 2012. http://www.jorgegay.com/jorge/publicaciones_files/catalogo2012.pdf — PDF
- La intimidad de los volcanes. Exposición en la Sala Dalmau de Barcelona en 2013. http://www.jorgegay.com/jorge/publicaciones_files/catalogo2013.pdf — PDF
- La casa de Eurídice : homenaje a Poussin. Exposición en la Galería de Arte Juan Manuel Lumbreras de Bilbao en 2015. http://www.jorgegay.com/jorge/publicaciones_files/catalogojorgegay2015.pdf — PDF
- Los fugaces párpados. Exposición en el Paraninfo de la Universidad de Zaragoza en 2020.[23] http://www.jorgegay.com/jorge/publicaciones_files/catalogofugacesparpadosdig.pdf

## Galería

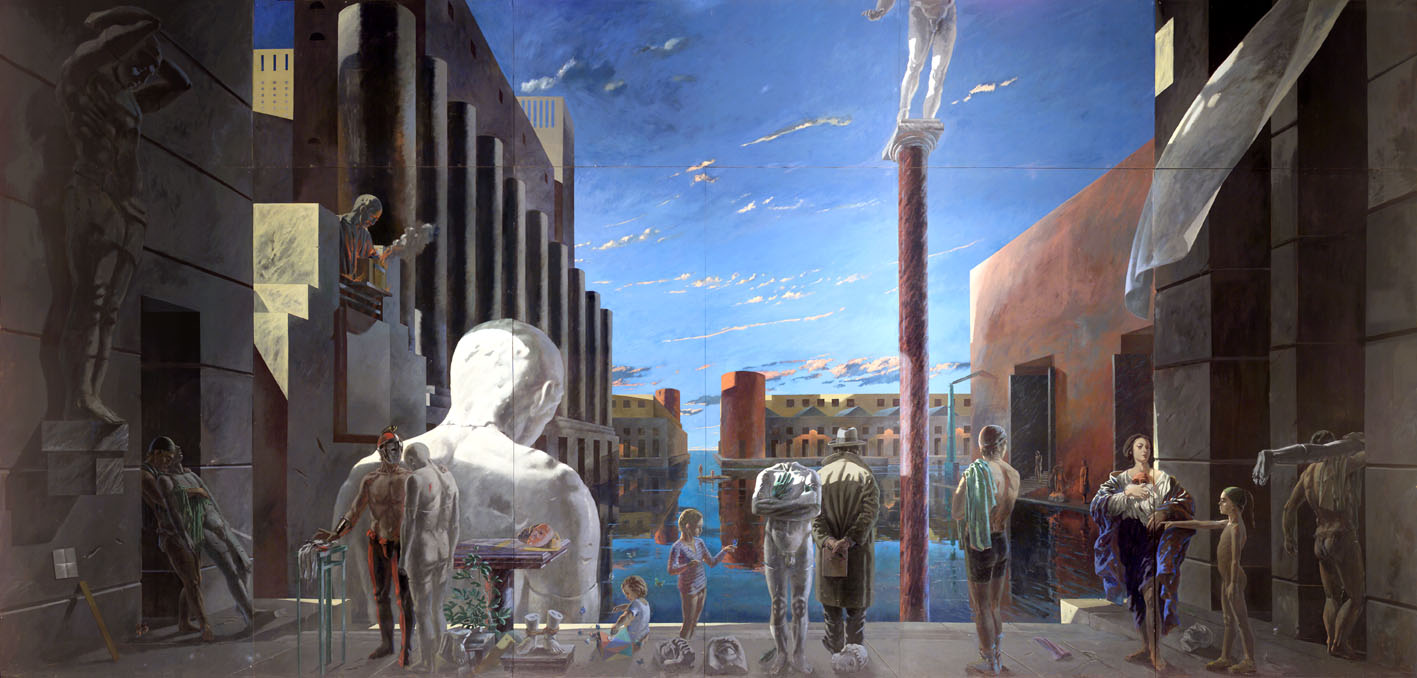
Mural Teatro Principal Zaragoza- Jorge Gay
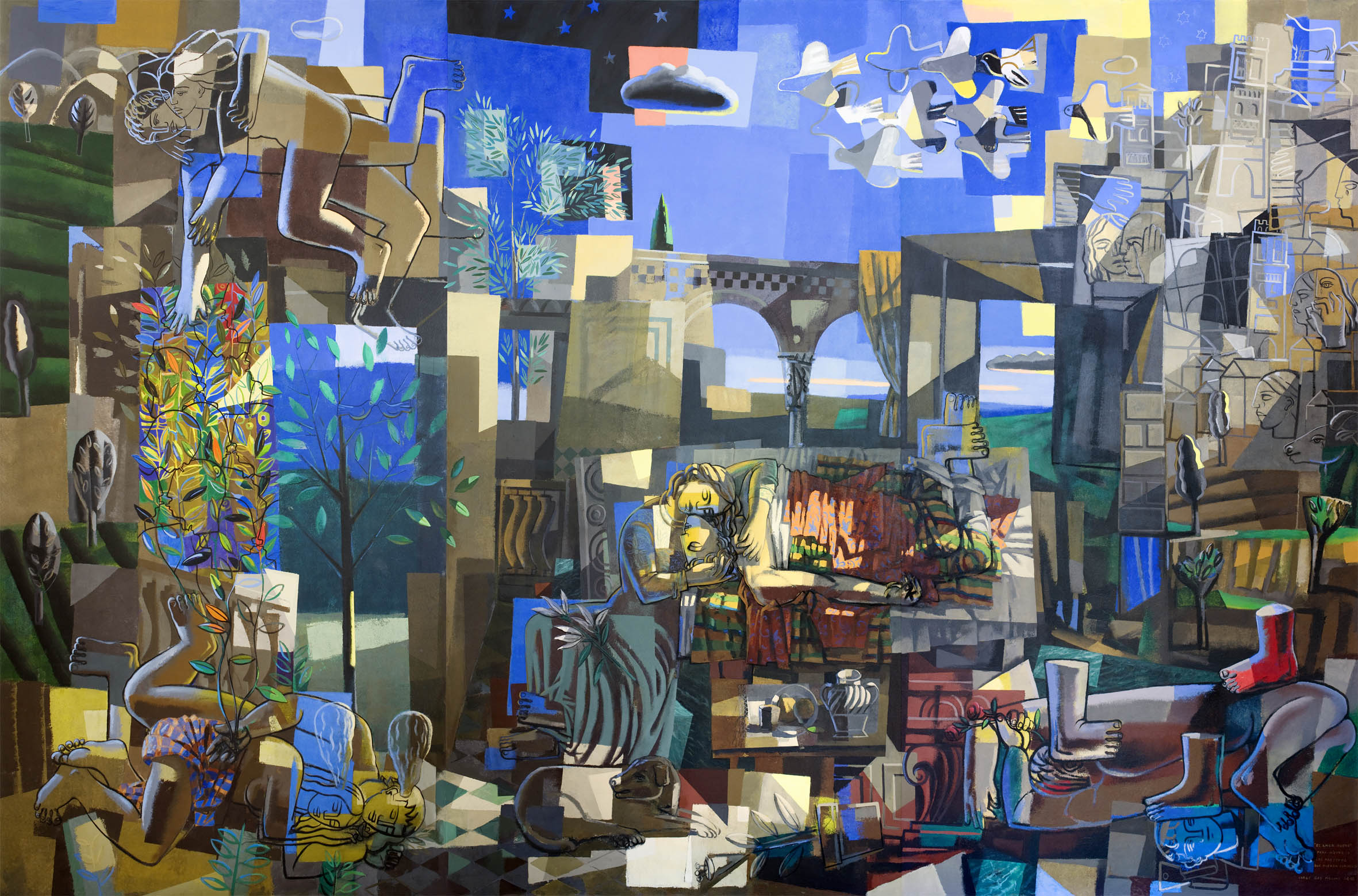
AMOR NUEVO, TERUEL - Obra Jorge Gay
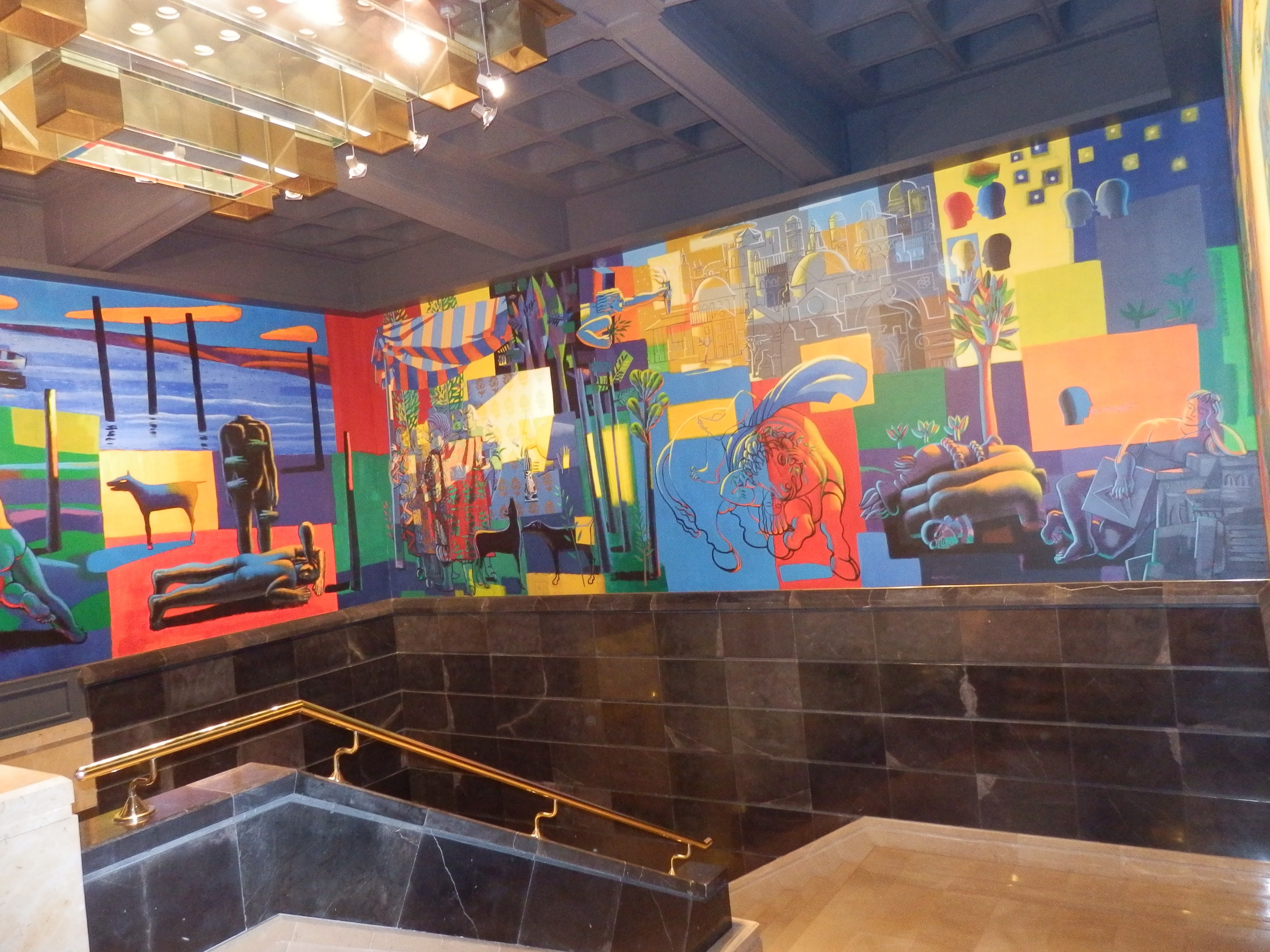
Edificio Pignatelli Zaragoza 28